# Доктор Ватсон
Доктор Джон Ва́тсон (также Уо́тсон, англ. Dr John H. Watson) — персонаж рассказов о Шерлоке Холмсе Артура Конан Дойла. Друг, помощник и биограф Шерлока Холмса. В большинстве книг Конан Дойла про Холмса повествование ведётся от имени Ватсона.
Прототипом доктора Джона Х. Ватсона принято считать самого Конан Дойла, однако сэр Артур в своих мемуарах называл майора Альфреда Вуда, который был секретарём Конан Дойла и провёл рядом с ним в этом качестве почти 40 лет.
Возможным прототипом является остеопат из Ланди (Шотландия) Уильям Смит. Прототипами Ватсона назывались также врач из Саутси Джон Ватсон, служивший в Маньчжурии, а также военный хирург Александр Фрэнсис-Престон.

## Биография
В 1872 году Джон Ватсон поступил в Лондонский университет и работал хирургом в больнице Святого Варфоломея.
В 1878 году он получил степень доктора медицины и поступил на военную службу на должность военного врача. Он отправился в Индию, а позже в Афганистан. В 1880 году он был ранен в сражении при Майванде. В городе Пешаваре заболел брюшным тифом. На военном транспорте «Оронтес» вернулся в Лондон. Остановился в частном отеле на Стрэнде.
В 1881 году встретился с Шерлоком Холмсом и вместе с ним на двоих снял квартиру на Бейкер-стрит у миссис Хадсон.
В 1888 году умирает его брат Генри. Ватсон встречает Мэри Морстен и женится на ней. Покупает практику в Паддингтоне, продаёт её в 1891 году и возвращается в Кенсингтон. В 1893 — начале 1894 года умирает Мэри Морстен.
В 1894 году Ватсон продаёт практику в Кенсингтоне и возвращается на Бейкер-стрит. В 1902 году он переселился в апартаменты на улице Королевы Анны. Вступает в новый брак, возвращается к врачебной практике.
В мире шерлокианы выступает как биограф Холмса. Ближайший друг и компаньон сыщика, в ряде рассказов и повестей действует по его поручению, отчитываясь впоследствии (например, в «Собаке Баскервилей»), порой не слишком успешно (например, в рассказе «Исчезновение леди Фрэнсис Карфэкс»). Весьма уступает Холмсу в наблюдательности и умении делать выводы из наблюдений. Вместе с тем оказывает Холмсу ряд ценных услуг: спасает ему жизнь или, по меньшей мере, рассудок (рассказ «Дьяволова нога»), консультирует по ряду специальных вопросов, связанных главным образом с медициной (например, в рассказах «Серебряный», «Загадка поместья Шоскомб», «Этюд в багровых тонах»).
О родственниках и семье доктора Ватсона известно немногое. В частности, в рассказе «Знак четырёх» упомянуто, что отец Ватсона владел большим состоянием, которое после его смерти перешло к старшему брату Ватсона, Генри, но не принесло ему счастья. Брат Ватсона, будучи беспорядочным и легкомысленным человеком, промотал наследство, спился и умер.

## Апокрифические факты биографии
«Биографии» Ватсона на фан-сайтах содержат большое количество деталей, которые отсутствуют в книгах Конан Дойла.
Например,
- Среднее имя Хэ́миш (англ. Hamish)[3]. Предположение основано на двух фактах из книг: инициале «H.» и упоминании имени Джеймс (англ. James). Выход из положения комментаторы нашли в шотландской версии имени Джеймс — Хэмиш. В британском сериале «Шерлок» также используется это среднее имя.
- Ватсон родился 7 июля (или 7 августа) 1852 года. На самом деле год получен[источник не указан 4928 дней] обратным отсчётом от известного года получения Ватсоном врачебного звания (1878).
- В 1854 году семья Ватсонов переезжает в Австралию[4] и возвращается в Англию в 1865 году.

## Имя
У Конан Дойла Ватсона называют по имени трижды. «Этюд в багровых тонах» имеет подзаголовок «Из воспоминаний Джона Х. Ватсона, доктора медицины, отставного офицера военно-медицинской службы» (англ. Being a reprint from the Reminiscences of John H. Watson, M.D., Late of the Army Medical Department). В рассказе «Загадка Торского моста» на крышке курьерской сумки, в которой лежат записи Ватсона, есть надпись: «Джон Х. Уотсон, доктор медицины, бывший военнослужащий Индийской армии». В «Человеке с рассечённой губой» жена называет его Джеймсом.

## Ватсон / Уотсон
В русских переводах произведений Конан Дойла, как и в экранизациях этих произведений, встречаются оба варианта фамилии доктора: «Уотсон» и «Ватсон».
Из-за высокой популярности и, соответственно, большого количества переводов проследить точно историю «русского имени» друга и ассистента Холмса сложно. Во всяком случае, фамилия «Ватсон» появилась ещё в дореволюционных переводах и театральных постановках (например, в переводе А. Репиной, второе издание которого вышло в 1908 году). Вариант «Уотсон» использован в переводе «Записок о Шерлоке Холмсе» под редакцией К. Чуковского (первое издание — не позднее 1956 года) в серии «Библиотека приключений» — этот перевод многократно переиздавался впоследствии. Этот вариант фамилии предпочли переводчики Н. Тренева, М. Литвинова, Н. Войтинская, М. и Н. Чуковские, М. Бессараб, Н. Емельянникова, Д. Лившиц, В. Штенгель и другие, из относительно недавних изданий он используется в «Собрании сочинений в восьми томах» А. Конан Дойля (М: «Сантакс-Пресс», 1995). Вместе с тем встречаются переводы (как правило, отдельных рассказов, в особенности изданные после 1980 года), где используется и вариант «Ватсон».
В первой советской экранизации произведения о Шерлоке Холмсе — телеспектакле «Собака Баскервилей» 1971 года доктора зовут «Уотсон». Но в музыкальном фильме «Голубой карбункул», вышедшем на экраны в 1979 году, уже появляется «Ватсон». Создатели сериала «Приключения Шерлока Холмса и доктора Ватсона» выбрали вариант «Ватсон», что сильно сказалось на его (варианта) популярности — последующие 40 лет в российской поп-культуре и фольклоре прочно закрепился «доктор Ватсон». В российском сериале «Шерлок Холмс», который вышел на экраны в 2013 году, фамилия биографа Холмса снова называется то «Ватсон», то «Уотсон».

## Воплощения образа в кино
В Великобритании, США и других странах произведения о Шерлоке Холмсе и докторе Ватсоне многократно экранизировались и продолжают экранизироваться.
- В серии фильмов 1940-х годов с участием Бэзила Рэтбоуна роль доктор Ватсона исполнил Найджел Брюс. Образ Ватсона в этих фильмах сильно отличается от книжного и показывает его как добродушного увальня, часто не замечающего очевидное. Этот образ стал так популярен, что в дальнейшем часто использовался и в других экранизациях.
- 1959, Великобритания — «Собака Баскервилей». Роль доктора Ватсона исполнил Андре Морелл.
- В 1989 году вышла пародийная комедия «Без единой улики», в которой роль Ватсона исполнил Бен Кингсли. Здесь выясняется, что на самом деле Ватсон сам является великим сыщиком, а Шерлока Холмса он просто выдумал для прикрытия, т.к. готовился получить должность в медицинском институте и опасался, что работа сыщика может этому помешать. Для вида он нанял актёра Реджинальда Кинкейда (Майкл Кейн) изображать Холмса на публике, хотя сам Кинкейд совершенно не похож на Холмса и полон недостатков. Постепенно Ватсон начал ненавидеть Холмса и даже сделал попытку получить собственное признание как «Криминальный доктор».
- В британско-американском фильме «Шерлок Холмс» 2009 года Рэроль доктора Ватсона исполнил Джуд Лоу. В этом фильме Ватсон впервые демонстрирует ярое недовольство натурой Холмса и часто с ним спорит, при этом проявляя себя как столь же компетентного детектива. В 2011 году Лоу повторил роль в сиквеле «Шерлок Холмс: Игра теней».
- 2010, Великобритания — сериал «Шерлок». Телесериал, переносящий действие в 21 век. Роль доктора Ватсона исполнил Мартин Фримен. В этой версии Ватсон пишет свои истории о совместных приключениях с Шерлоком не в виде книг, а в личном блоге. В первой серии он страдал от психосоматической боли в ноге при фактическом ранении в плечо, что являлось иронией создателей над непоследовательностью Конан Дойла. Ватсон Фримена называет Шерлока своим другом, при этом у них бывают разногласия, он очень переживал «смерть» своего друга, при этом был дико обижен и разбил ему нос, когда узнал, что тот подстроил свою смерть, не поставив его в известность. Также пытался помочь Шерлоку в его отношениях с Ирэн Адлер, но тот справился сам. Был женат на Мэри, есть дочь Рози. После смерти жены винил в этом Шерлока, но позже извинился за своё поведение. Также Фримен примерил и более книжную версию Ватсона в спецэпизоде.
- 2012, США — телесериал «Элементарно». В этом сериале, с действием в Нью-Йорке 21 века, Джон заменён на женский аналог Джоан Ватсон, роль которой исполняет Люси Лью. Она знакомится с Шерлоком Холмсом как его куратор трезвости после лечения от наркомании, но впоследствии становится его ученицей и напарницей. В одной из серий выясняется, что она написала сборник рассказов о своих приключениях с Шерлоком, но тот его уничтожил. Однако в заключительном эпизоде говорится, что в итоге она написала новую книгу и опубликовала её, добившись успеха. Также она усыновила сына Артура.
- В фильме «Мистер Холмс» 2015 года, основанном на неканоническом романе «Пчелы мистера Холмса», роль Ватсона исполнил Колин Старки. Он появляется в нескольких эпизодах, где не произносит никаких реплик, а его лицо почти не появляется на экране. В данной версии говорится, что он выдумал ряд традиционных деталей Холмса вроде курения трубки и шляпы охотника за оленями, а их квартира расположена не на Бейкер-стрит 221b, а напротив него.
- 2021, Великобритания — телесериал «Нерегулярные части». Ватсона здесь играет Ройс Пирресон.
- В фильме «Энола Холмс 2» в сцене после титров на Бейкер-стрит приезжает новый сожитель Шерлока Холмса Джон Ватсон. Играет его британский актёр индийского происхождения Химеш Патель, что делает эту версию персонажа одной из немногих, где роль исполняет артист не европеоидной внешности, и при этом действие остаётся в рамках классической эпохи XIX века. Видимо, именно отсюда можно отсчитывать начало канонических приключений Шерлока во вселенной данного фильма.

### Российские и советские экранизации
В СССР и России было произведено четыре варианта экранизации произведений о Шерлоке Холмсе.
- Телеспектакль «Собака Баскервилей» (1971 год). Роль доктора Уотсона исполнил актёр Лев Круглый. Здесь доктор — не просто объект для демонстрации великим сыщиком своих способностей, а действительно полноценный ассистент Холмса. Эта работа малоизвестна, так как в 1979 году Лев Круглый выехал с семьёй из СССР на Запад. После эмиграции актёра фильм ни разу не показывали по советскому телевидению, и снова он вышел на экран лишь однократно в 2003 году, после обнаружения копии в архивах Гостелерадиофонда РФ.
- «Голубой карбункул» (1979 год), комедийный музыкальный фильм по мотивам одноимённого рассказа Конан Дойла. Фильм оказался в тени вышедшего годом позже сериала. Роль Ватсона в нём играет Эрнст Романов. Его герой — добродушный, флегматичный, он в первую очередь писатель и рассказчик, и лишь во вторую — партнёр и помощник Холмса в делах. В его отношении к хладнокровному, саркастичному, даже надменному Холмсу в исполнении Альгимантаса Масюлиса явно просматривается ирония, для литературного Ватсона совершенно не характерная.[источник не указан 2810 дней]
- Телесериал «Приключения Шерлока Холмса и доктора Ватсона» (1979—1986), состоящий из пяти фильмов. Самая известная советская экранизация Шерлока Холмса и самое известное киновоплощение образа доктора Ватсона, созданное Виталием Соломиным. Ватсон Соломина — истинный джентльмен, он подчёркнуто вежлив, по-военному аккуратен, отважен, но при этом несколько простоват и весьма эмоционален. После показа «Собаки Баскервилей» (третий фильм сериала) по сообщениям советских СМИ в Англии критики назвали пару Ливанов—Соломин «лучшей парой континентальных актёров, когда-либо игравших Холмса и Ватсона»[5], однако это лишь со слов самого Ливанова[6]. В действительности эта экранизация в то время была малоизвестна в англоязычных странах[7].
- Телесериал «Шерлок Холмс» (2013) — телесериал по мотивам историй о Шерлоке Холмсе. В роли доктора Уотсона снялся Андрей Панин. Для актёра эта роль стала последней — он скончался в марте 2013 года, после завершения съёмок, но до пост-продакшна. В этом сериале Уотсон занимает гораздо более заметное место, чем в предыдущем: он настоящий, опытный и много повидавший офицер, джентльмен, хранящий острые представления о товариществе и чести. Кроме того, Уотсон здесь показан как отличный боксёр, дающий уроки бокса Шерлоку, и стрелок-снайпер. Уотсон играет роль скорее не компаньона Холмса, а его старшего товарища и, в какой-то мере, даже воспитателя. Кроме того, Уотсон здесь — фактически создатель того Шерлока Холмса, которого читатели знают по книгам, поскольку реальный великий сыщик в сериале поначалу сильно отличается от своего книжного образа, но по мере выпуска Уотсоном новых сочинений постепенно перенимает черты литературного двойника.
- В телесериале «Шерлок в России» (2020) Холмсу в его расследованиях в Санкт-Петербурге помогает своего рода аналог Ватсона — доктор Илья Карцев, у которого Холмс снимает комнату на Пекарской улице. Его роль исполнил актёр Владимир Мишуков. Подобно Ватсону, Карцев служил в императорской армии военным хирургом и был женат, пока его жена не умерла от порока сердца. С тех пор Карцев стал алкоголиком, лишился уважения коллег и замкнулся в себе. В подвале своей квартиры он проводит эксперименты с заспиртованными сердцами с пороком, мечтая найти лекарство от этого недуга. Поначалу Карцев встречает Холмса с явным негативом и даже подозревает, что Холмс и есть Джек-потрошитель, но вскоре они объясняются друг с другом и налаживает тёплые дружеские отношения. Постепенно Карцев становится единственным, кому Холмс готов доверять в экстренной ситуации. Ватсон в сериале появляется только в первой серии, в сцене битвы с Потрошителем в Лондоне (в результате которой впадает в кому), и сыгран актёром Андреем Феськовым.

## В популярной культуре
- В России есть музыкальная группа «Доктор Ватсон», названная в честь этого героя. Она специализируется на исполнении музыки ретро.
- Шерлок Холмс и доктор Ватсон — герои многочисленных анекдотов[8].
- В мультфильме студии Дисней «Великий мышиный сыщик» доктор Ватсон появился в маленьком эпизоде, в то время как основное действие мультфильма крутится вокруг мышиного мира. У Ватсона в фильме есть аналог — мышиный доктор Дэвид Кью Доусон. Обе роли озвучил Вэлл Бэттин (дублировал Виктор Костецкий).
- В первом деле игры The Great Ace Attorney: Adventures (приквела серии игр Ace Attorney) жертвой является профессор Джон Эйч Ватсон (яп. ジョン・H・ワトソン; в английской локализации игры — Джон Х. Уилсон, англ. John H. Wilson), доктор медицины, внешний вид которого примерно соответствуют персонажу[9], но при этом во вступлении к трейлеру игры повествование ведётся от имени «Друга Шерлока Холмса» (с иллюстрацией, созданной по мотивам рассказов, на которой изображены Ватсон и играющий на скрипке Холмс)[10]. Также в игре в качестве одного из ключевых персонажей присутствует Шерлок Холмс (яп. シャーロック・ホームズ; в английской версии — Херлок Шолмс, англ. Herlock Sholmes), а его помощницей является юная писательница и изобретательница Айрис Ватсон (яп. アイリス・ワトソン; в английской версии — Айрис Уилсон, англ. Iris Wilson), чей образ частично основан на Ватсоне из рассказов (пишет романы по мотивам описания дел Шерлока), и которая по сюжету является дочерью Ватсона[11].

## Факты
- 27 апреля 2007 года в Москве, на Смоленской набережной, напротив посольства Великобритании, открыли скульптурную композицию «Шерлок Холмс и доктор Ватсон»[12] (скульптор Андрей Орлов). Прототипом Шерлока Холмса послужил Василий Ливанов, Ватсона — Виталий Соломин.
- В состав операционной системы Microsoft Windows вплоть до версии Windows XP входила программа Dr. Watson, которая являлась отладчиком[13]. Начиная с Windows Vista имя этой программы изменилось[14].
- В честь Ватсона 1 сентября 1993 года[15] назван астероид (5050) Доктор Ватсон (открыт в 1983 году).
- Доктор Джеймс Уилсон, герой сериала «Доктор Хаус», создан на основе Ватсона, хотя и не является собственно помощником Хауса.